# Coregonus alpenae
Coregonus alpenae es una especie de pez de la familia Salmonidae en el orden de los Salmoniformes.

## Morfología
Los machos podían llegar alcanzar los 45,6 cm de longitud total.

## Distribución geográfica
Se encontraba en Norteamérica: Grandes Lagos de América del Norte (lagos  Míchigan y  Hurón ).